# ВЛ85
Електрово́з ВЛ85 (Володимир Ленін, тип 85) — вантажний магістральний електровоз змінного струму.
Перший електровоз серії ВЛ85, побудований Новочеркаським електровозобудівним заводом в травні 1983 року. В кінці року побудували другу машину. Дослідні електровози пройшли випробування на випробувальному кільці НЕВЗа, потім тягово-енергетичні випробування на кільці ВНДІЗТа, динамічні і по впливу на колію випробування на ділянці Білоріченска — Майкоп Північно-Кавказької залізниці. Експлуатаційні випробування електровози проходили на лінії Маріїнськ — Красноярськ — Тайшет, Абакан — Тайшет — Лена і на Північно-Кавказькій залізниці. За результатами випробувань державна комісія по прийому дослідно-конструкторських робіт віднесла електровоз ВЛ85 до найвищої категорії якості.
В 1985 році НЕВЗ виготовляє настановну партію електровозів, а з 1986 року починає масштабне виробництво. Виготовлення електровозів даної серії продовжувалося до 1992 року, було виготовлено 270 електровозів.
До 2000 року (до появи IORE) ВЛ85 був найпотужнішим у світі серійним електровозом.
Всі електровози ВЛ85 сьогодні експлуатуються на Східно-Сибірській залізниці і Красноярській залізниці в депо Іланська, Тайшет, Нижньоудинськ, Улан-Уде.

## Технічні характеристики електровоза
Технічні характеристики серійного електровоза
- Потужність електровоза (тривалий режим) — 9360 кВт
- Потужність електровоза (годинний режим) — 10020 кВт
- База візка — 2900 мм
- Мінімальный радіус кривих — 125 м (при 10 км/год)

## Ремонтні заводи
- Улан-Удинський локомотивовагоноремонтний завод